# Область Мамукту
Область Мамукту, в других списках области кумуков  — историческая область, либо государственное образование, существовавшее на территории Кумыкской плоскости. Упоминается в двух источниках — хронике Низам ад-Дин Шами («Зафар-наме», нач. XV века) и хронике Шараф ад-Дин Йазди («Зафар-наме», сер. XV века). Упоминание связано с успешным походом Тамерлана на Золотую Орду в конце XIV века.

## Упоминание в источнике
Рассматриваемая область упоминалась в Зафар-наме двух тимуридских историков — Низам ад-Дин Шами и Шереф ад-Дина Йазди. Разные авторы воспроизводили её название по-разному: Тизенгаузен в 1891 году прочитал как «все области кумуков», советские специалисты — как «область Мамукту». Область Мамукту/области кумуков подчинилась Тамерлану, возможно, после оказанного сопротивления.

Спустившись оттуда, он сделал набег на предгорие горы Аухар, и войско привезло много добычи, корма и пищи. Оттуда он пошел обратно через Бешкенд и украсил эту область благословениями справедливости и благодеяния. Жители этих местностей (уже) раньше покорились, пришли, получили пожалование (суюргал) и нашли избавление от когтей страха и ужаса. Тимур издал указ, чтобы войско совершенно не трогало их и не причиняло им ни малого, ни большого ущерба, дабы жителям мира стало известно, что люди бывают наказаны и преследуемы в воздаяние за дела свои ***. После этого Тимур произвел набег на область Чудур-казак и приказал, чтобы (ее) разграбили. Оттуда он пришел в местность Бугаз-кум и провел там зиму. Вся область Мамукту, 68 покорная и подчинившаяся, пришла к его величеству. Затем на островах были области, которые, сделав воду завесой и крепостной стеной, отсиживались; их называли «рыбаки». Отправив войско в набег (илгар), он приказал, чтобы оно напало на них. Согласно приказу оно (войско) прошло по льду и всех подвергло разгрому и грабежу.

## Локализация и этническая идентификация
Ученые локализуют её на Кумыкской плоскости. Профессор Ашраф Ахмедов в своих комментариях к Зафар-Наме Шереф ад-Дина Йезди отметил, что «Мамакту и Кази Кумук — места жительства кумыков на севере Дагестана». Профессор Бубенок в работе «Аланы-асы в Золотой Орде» указывает, что области Бугаз-Кум и Мамукту следует отнести к территории проживания кумыков. Локализацию области Мамукту/кумуков на Кумыкской плоскости поддерживает А.Е.Криштопа. Аббас-Кули Бакиханов пишет о завоевании Тамерланом засулакских кумыков. Однако существует и мнение, что область кумуков на юге простиралась до территории нынешнего Карабудахкентского района, исходя из локализации Бешкенда на границе южных и северных кумыков.
Археологические исследования на территории Кумыкской плоскости выявили большое количество памятников хазарского времени. Одно из крупнейших кумыкских сел здешних мест — Эндирей — являлось, по мнению М. И. Артамонова, хазарской столицей — Семендером. Именно на территории Кумыкской плоскости в большей степени проявился дагестанский вариант хазаро-алано-булгарской Салтово-Маяцкой культуры.
Эндирей и окрестные села были центрами высокохудожественной керамики. Ещё в XV веке были известны «индирские блюда». Таким образом, область Мамукту/кумуков была развитой в экономическом плане. После завоевания Тамерлана управление в ней не претерпело значительных изменений.